# Paraleptastacus unisetosus
Paraleptastacus unisetosus is een eenoogkreeftjessoort uit de familie van de Leptastacidae. De wetenschappelijke naam van de soort is voor het eerst geldig gepubliceerd in 1972 door ItôTat.